# 제신

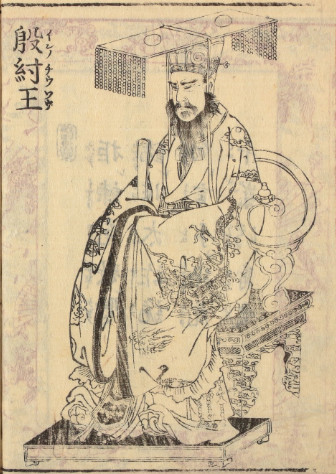
주왕

제신(帝辛, ?~기원전 1100년 경)은 주(紂), 주신(紂辛), 주왕(紂王)이라고도 불리며, 상나라의 제31대 왕으로 마지막 군주이다. 성씨는 자성(子姓)이다.
서백후(西伯侯) 희창(姬昌)을 강제로 납치하여 감금하였다. 희창이 죽은 후, 희창의 아들 희발(姬發), 즉 서주(西周) 무왕(武王)이 아버지를 보복하기 위해서 강태공(姜太公) 등의 부하들과 함께 주왕에 반역하였다. 반란군은 맹진에서 주왕과 대치하였으나 실패하였고, 은허 남쪽의 목야에서 벌어진 2번째 전투때는 주왕을 패배시켰다.
은의 도읍으로 들어가지만, 주왕을 체포할 수 없었다. 주왕은 패배한 이후 누대에 올라가 자살하였고, 상나라는 멸망한다. 실제 역사에서 그는 실정보다는 동남방 회하 유역의 동이족 국가 인방(人方)에 대한 장기간 원정에 힘을 쏟다가 주나라 무왕의 반란으로 나라를 잃었다. 그 최후는 역사서마다 다르게 서술되어 있으며, 정확히 알려져 있지 않다.
주나라 성립 이후에, 제신(帝辛)은 희대의 폭군으로 묘사되었다. 비공식 설화에 전해지는 그는 달기(妲己)에 빠져 정사를 돌보지 않고 성격이 난폭하여 간언을 하는 사람을 그 자리에서 살해하였으며, 궁궐이 초라하다고 해서 화려하게 만들고, 주지육림(酒池肉林, 술로 연못을 채우고 나무에 고기를 거는 것) 국가 예산을 많이 낭비하였으며, 사람을 숯불에 태워 죽이는 '포락지형(炮烙之刑)을 새로 제정하여 원성을 샀다고 전한다.

## 가족관계
자식은 은교, 은홍, 무경 등이 있다.
- 황후 : 황후 강씨
  - 장남 : 태자 은교
  - 차남 : 은홍
- 계후 : 귀비(貴妃) 기(己)씨
- 후궁
  - 황씨
  - 귀비 양씨
  - 봉래
  - 귀인 왕씨